# Arboretum Wildeshausen

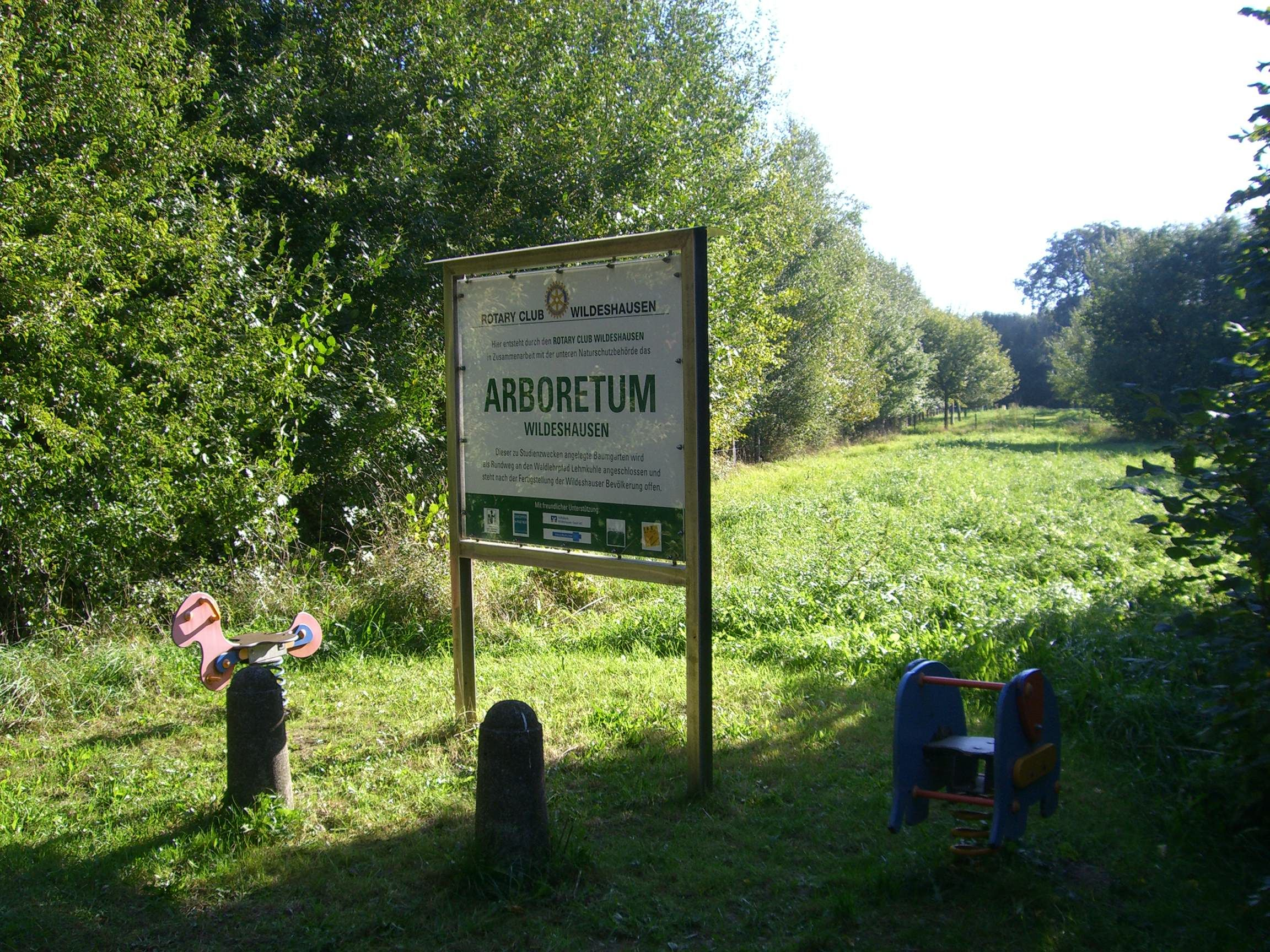
Hinweisschild am Eingang des Arboretums

Das Arboretum Wildeshausen ist ein etwa 3,5 Hektar großes, frei zugängliches Arboretum in Wildeshausen. Es verbindet die Innenstadt mit dem Waldlehrpfad Lehmkuhle und dem Pestruper Gräberfeld (Wanderweg Nr. 3).

## Geschichte
Im Jahre 1998 wurde zwischen der Stadt und dem örtlichen Rotary Club ein Gestattungsvertrag zwecks Anlegung eines Arboretums auf einer Ausgleichsfläche im Bereich des Bebauungsplans 34 „Lehmkuhlenweg“ mit zwei Regenwasserrückhaltebecken am Südring der Stadt Wildeshausen für zunächst 25 Jahre abgeschlossen und 2012 für weitere 30 Jahre verlängert. Die Fläche dient auch zum Ausgleich von Eingriffen in die Natur durch Bautätigkeiten im benachbarten Wohngebiet.
Am 18. Mai 2014 wurde im Rahmen eines Tages der „Offenen Tür“ ein direkt am Südring in Wildeshausen gelegener Parkplatz für Personenkraftfahrzeuge und Busse, der vom örtlichen Rotary Club angelegt worden war, eingeweiht.

## Maßnahmen

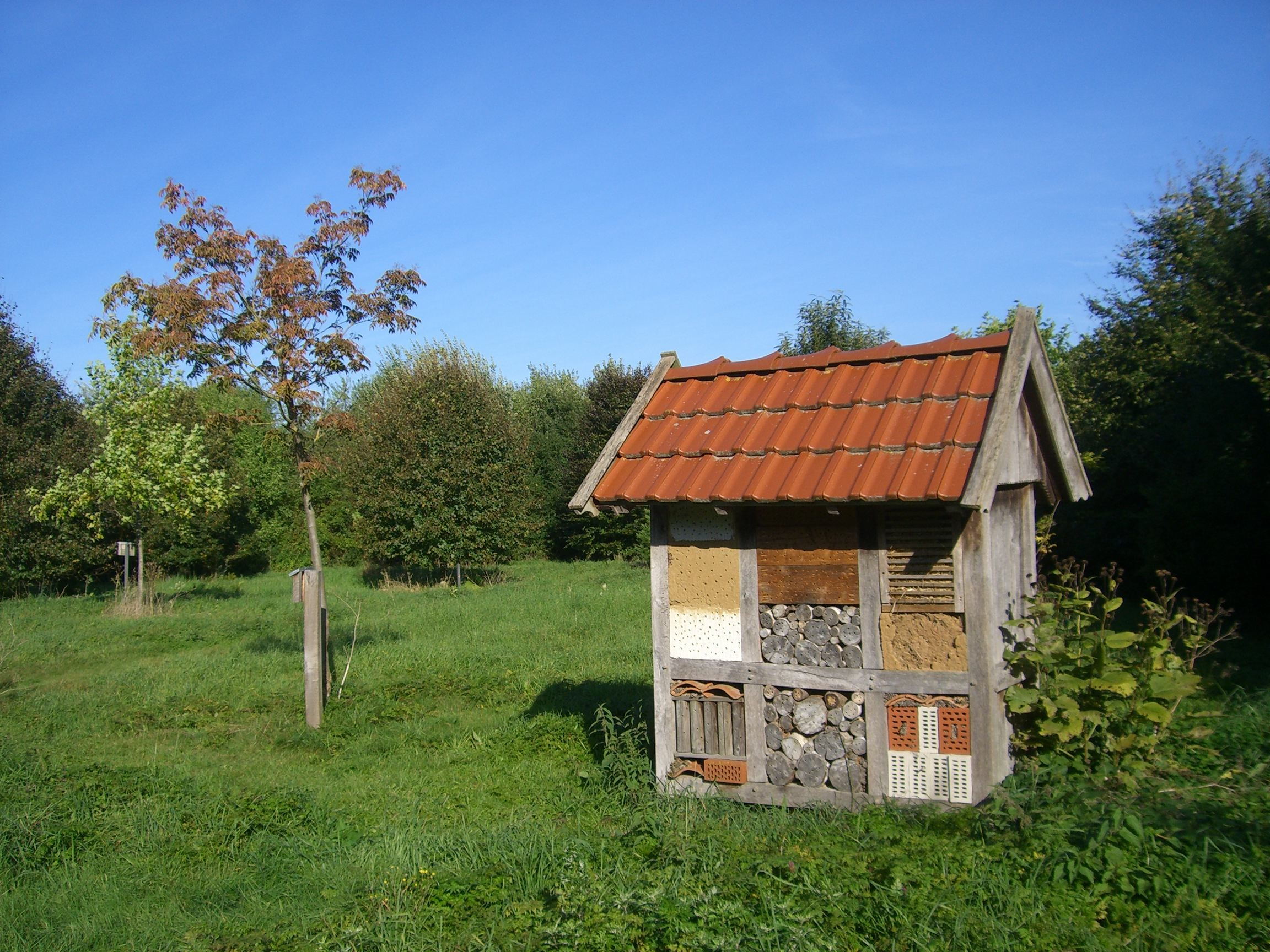
Insektenhotel

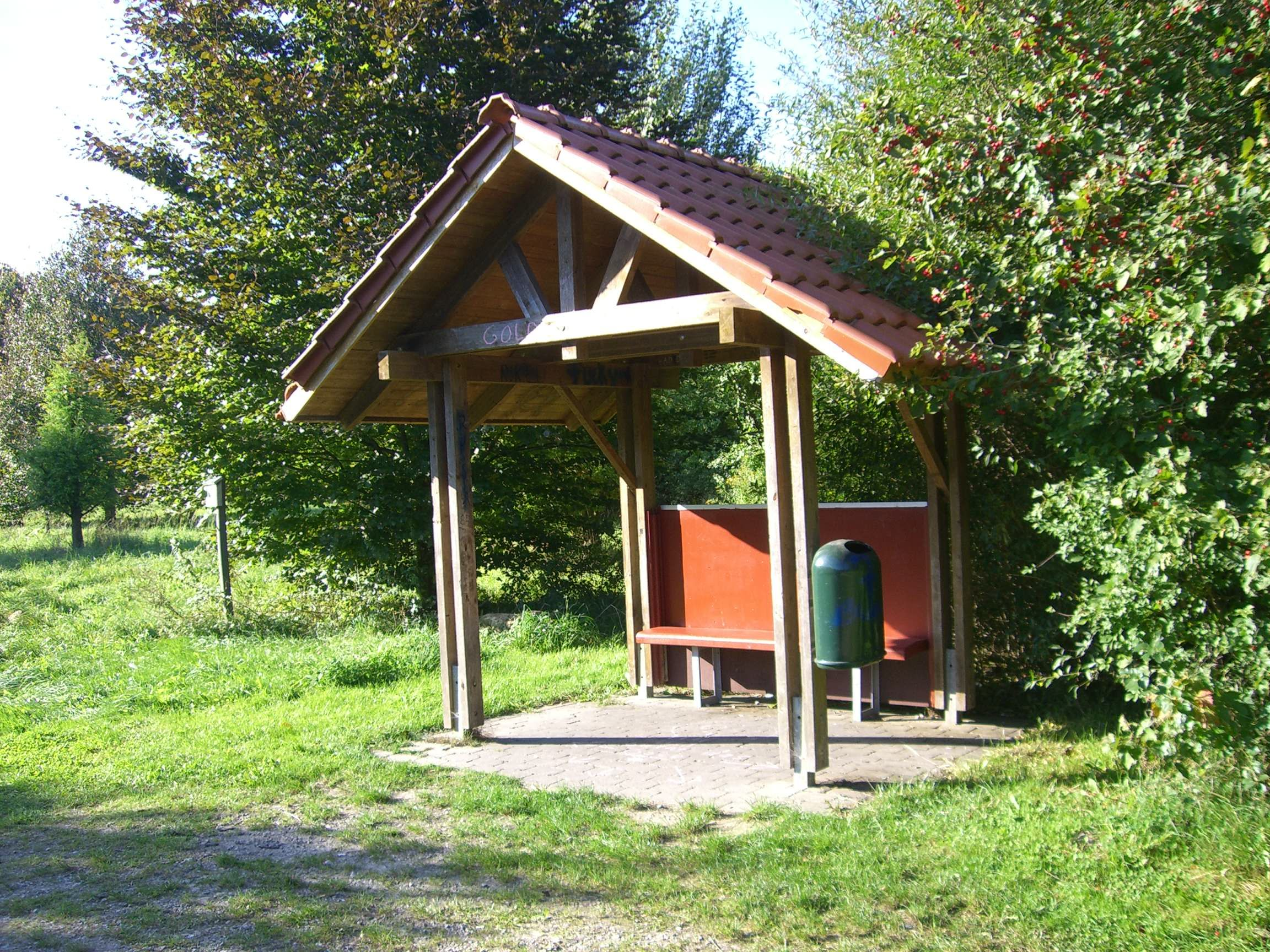
Schutzhütte im Arboretum

Mit ca. 120 Bäumen, zwei Überflutungspoldern und einer Streuobstwiese wird eine biologische Vielfalt geboten. 3000 Sträucher unterteilen das Gebiet und grenzen es nach außen hin ab.
Anlässlich des 25-jährigen Bestehens des Rotary Clubs wurden im Jahr 2012 im Rahmen des Projektes „Liebenswerte Stadt“ mehrere Tausend Narzissen gepflanzt. Sie sollen allmählich verwildern.
Für die Tierwelt gibt es Insektenhotels, Nist- und Bienenkästen. Eine Schutzhütte wurde im Rahmen einer Betreuungsmaßnahme jugendlicher Straftäter errichtet.
Mitten auf dem Gelände wird anhand einiger etwa 150 Jahre alter Eichenstämme der Kreislauf der Bäume von der Pflanzung bis zum Ende gezeigt.
Neben heimischen Bäumen wie Eichen, Buchen, Linden und Ahorn kommen Sorten aus anderen Teilen der Welt. Manche sind mit den hiesigen Arten eng verwandt. Andere sind an diesem Ort einzigartig, etwa der Kuchenbaum und der Mammutbaum.

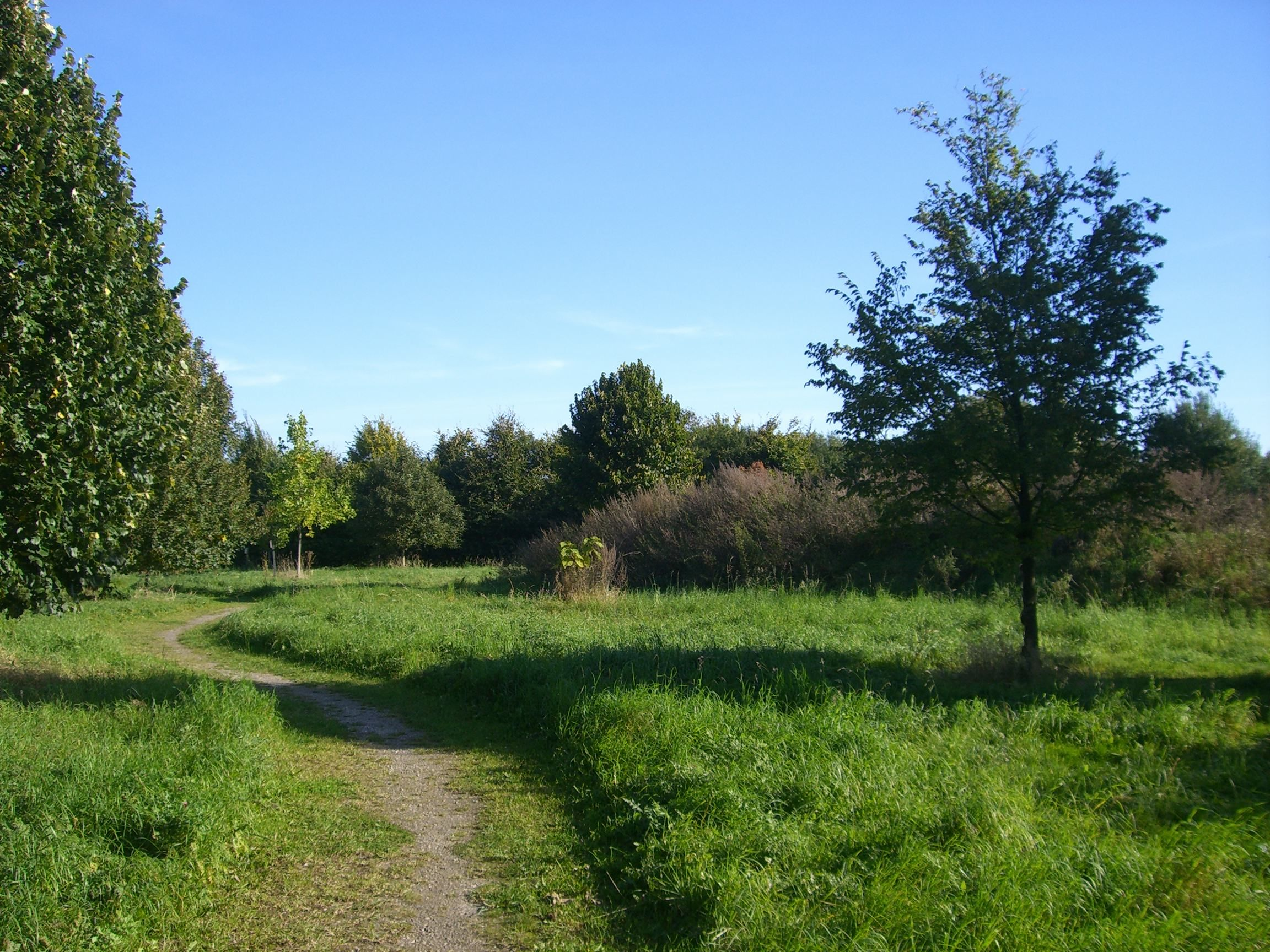
Sommer 2013
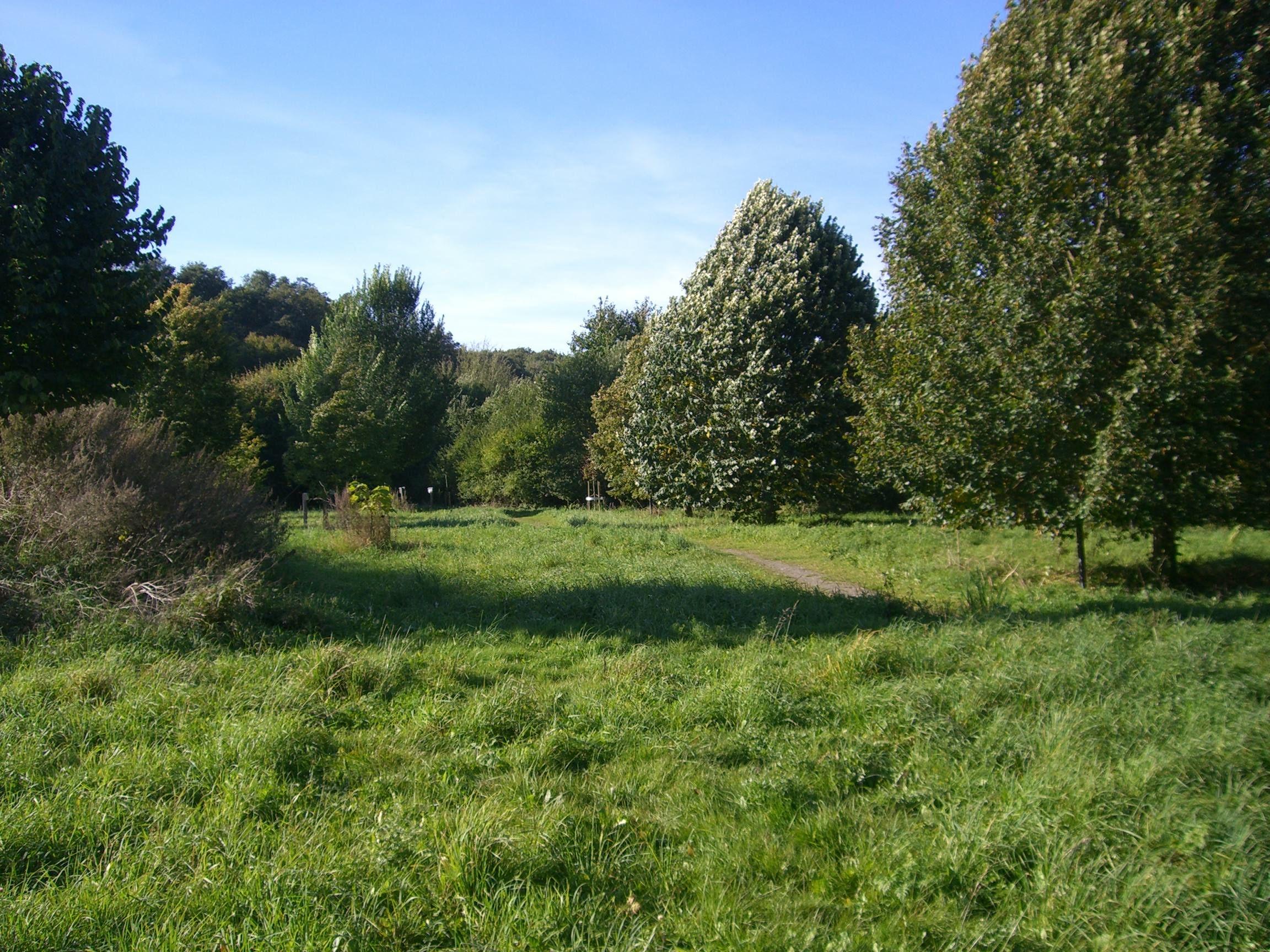
Sommer 2013
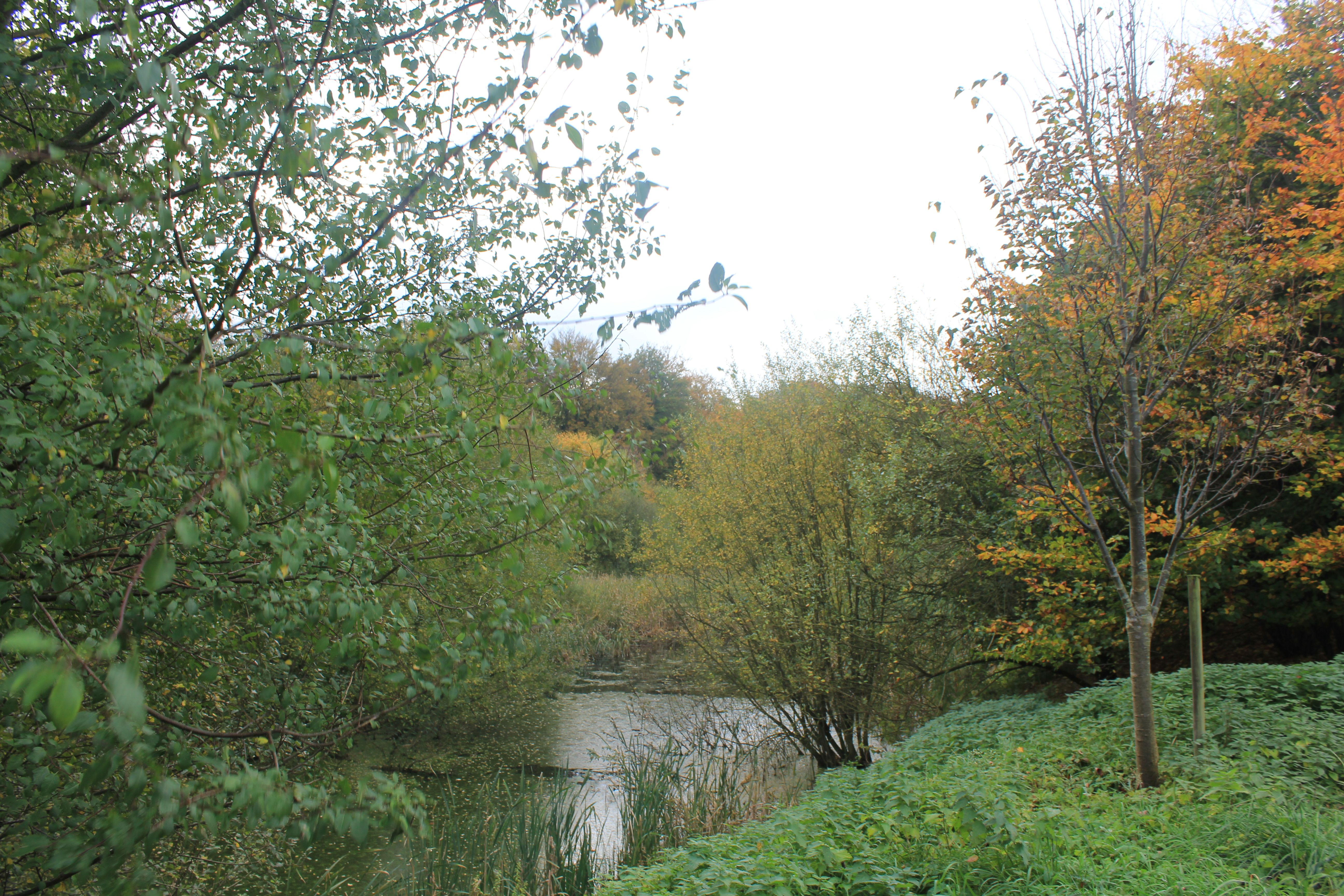
Herbst 2013
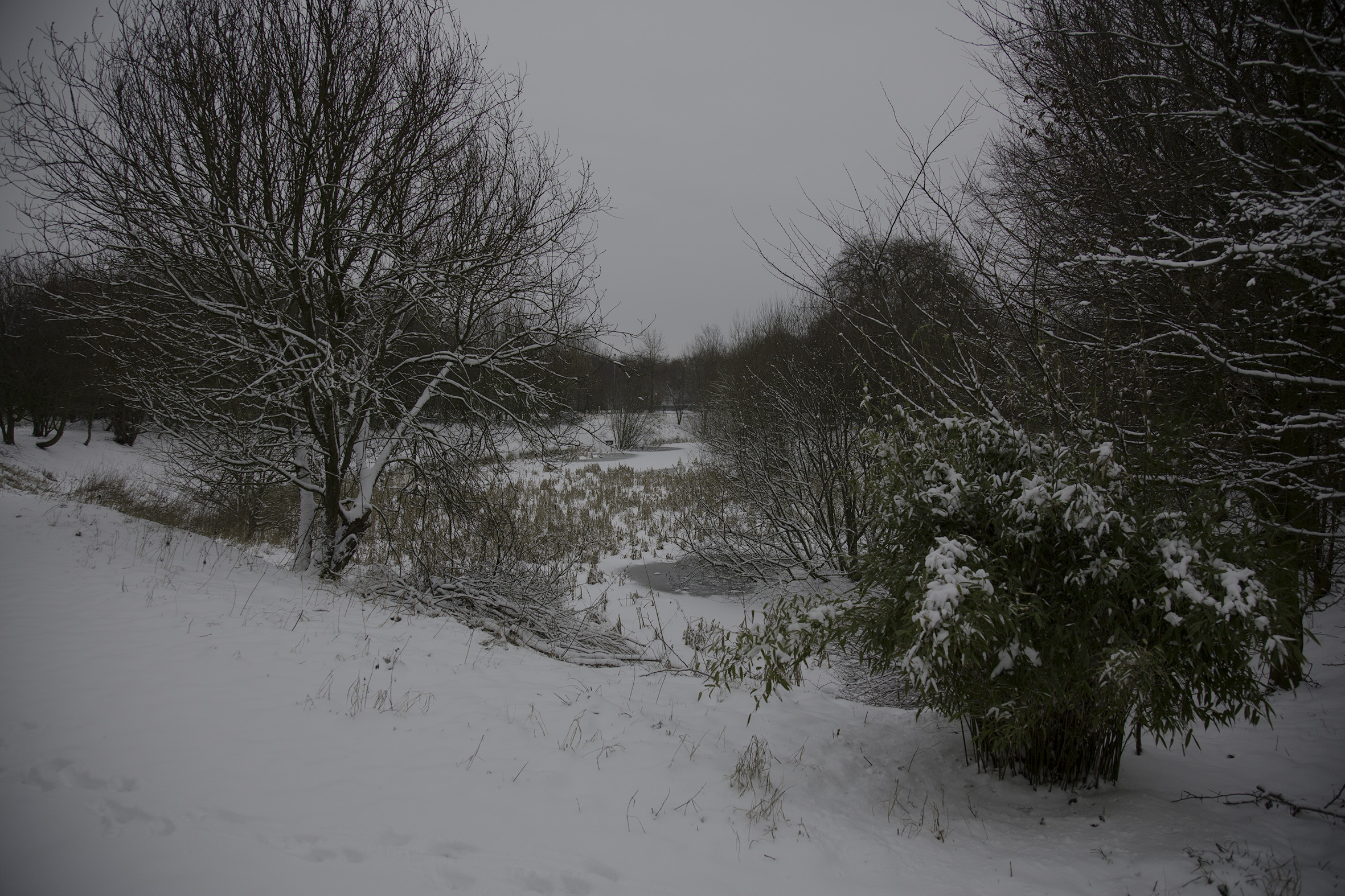
Winter 2013/14
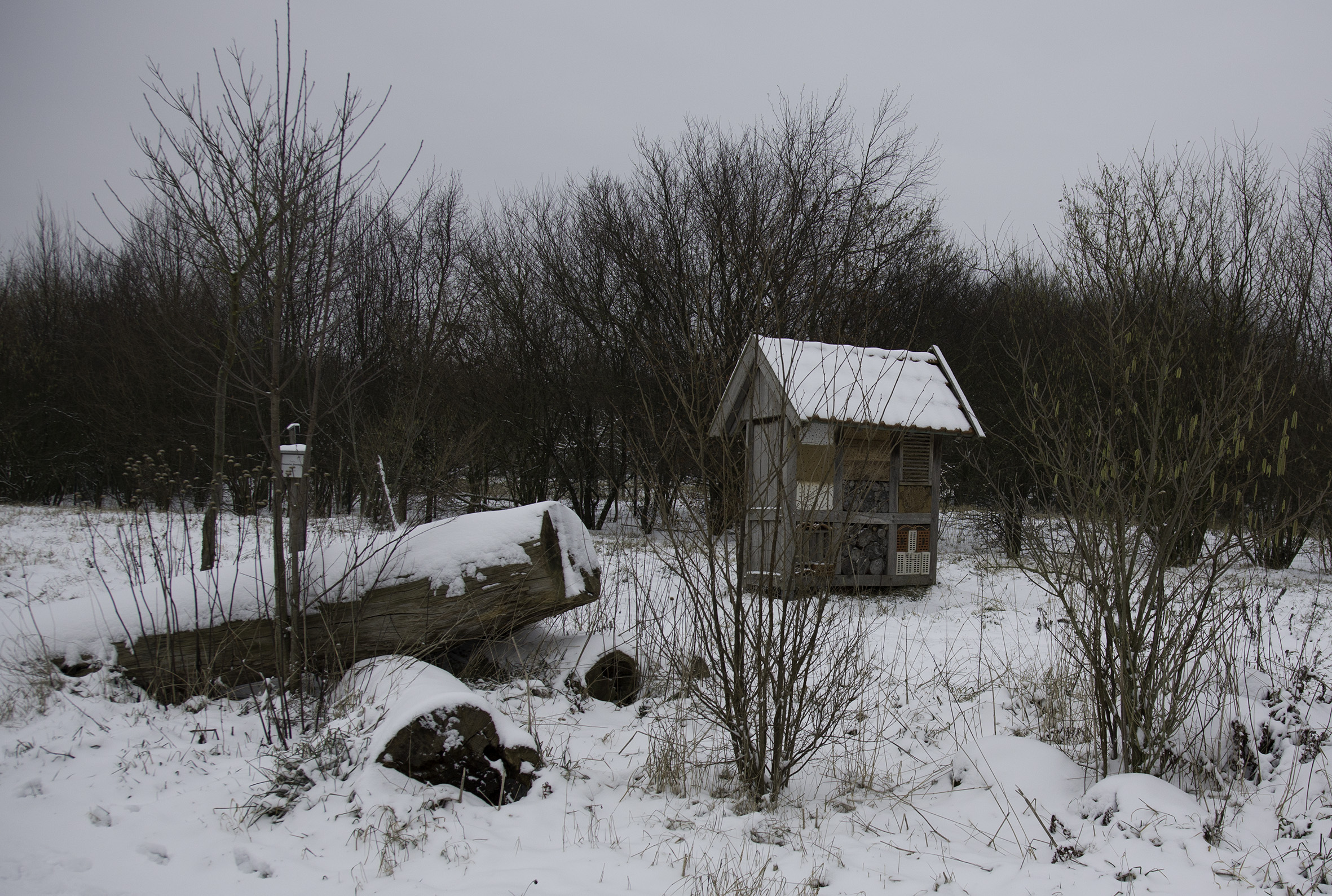
Winter 2013/14

## Planungen
Weitere Bäume, Sträucher, Blumen und Bänke für einen „Park der Zukunft“ sind geplant, ebenso Themenpfade: ein „Pfad des Naschens“ mit Beerensträuchern und anderen Leckereien oder ein „Pfad der nackten Füße“ mit unterschiedlichen Bodenmaterialien, darüber hinaus ein Zugang zum Wasserbecken, um dort eine Bank aufstellen.